# Biedermann (Band)
Biedermann war eine österreichische Rockband, die 2007 in Fürstenfeld/Steiermark gegründet und 2016 aufgelöst wurde. Die Gruppe wird dem Alternative Rock zugerechnet, die Liedtexte  sind in deutscher Sprache. 

## Geschichte
Diverse Sessions wurden von Robert Schwarzl (E-Gitarre, Gesang) und Manfred Trummer (Schlagzeug) im Farmerstudio in Neudorf bei Ilz abgehalten und aufgenommen. Im gleichen Jahr kamen Ivan Stevanovic (E-Gitarre, Gesang), Peter Sorko (E-Bass) und Max Bruno Tödtling alias Max Bruno Biedermann (Gesang, Melodica, Piano) dazu. Somit entstand die Band aus den harten Kernen diverser Ex-Bands wie „Le Craval“, „Stalker“, „No Fate“ und „Agent Orange“.
Der Bandname „Biedermann“ entstand in Anlehnung an die sehr „angepasste“ Biedermeierzeit Anfang des 19. Jahrhunderts. In den selbst verfassten Liedtexten wird der Biedermann des 21. Jahrhunderts als nicht erstrebenswert angeprangert.
Der erste Auftritt fand 2009 im Grazer Orpheum statt. Dies war der Auftakt zu rund 35 Konzerten in den Jahren 2009 bis 2011.
2010 entstand der Song Gladiators zur gleichnamigen Fürstenfelder Footballmannschaft.
Im selben Jahr nahm Biedermann an zwei Bandwettbewerben teil:
- In den Vorrunden des „Local Heroes“ im PPC Graz wurde Biedermann Jurysieger. Daraus ergab sich ein Ansporn, der Outfit sowie die Bühnenperformance verbesserte. Biedermann stieg als Steiermark gesamt Platz 2 ins Österreichfinale in die Arena (Wien) auf. Dort wurde als beste steirische Band der Österreich dritte Platz errungen.[1] Von allen 15 Finalisten war Biedermann die einzige deutsch singende Band. In Summe nahmen etwa 230 Bands österreichweit teil.
- Beim „Orpheum Newcomer“ wurde Biedermann in der Vorrunde ebenfalls Jurysieger. Im Finale erreichten sie von 15 Finalisten den Gesamt zweiten Platz. In Summe nahmen 78 Bands teil.

Im November 2010 wurde im Rahmen von hosted by Biedermann auf gotv erstmals das Musikvideo zu Reise zu zweit öffentlich ausgestrahlt.
Die Single Nomaden der Liebe und das dazugehörige Musikvideo wurden im Dezember 2011 veröffentlicht. Das Debüt-Album Sehnsuchtswerk wurde 2012 veröffentlicht.
Anfang 2016 wurde die Band aus nicht näher bekannten Gründen aufgelöst.

## Diskografie

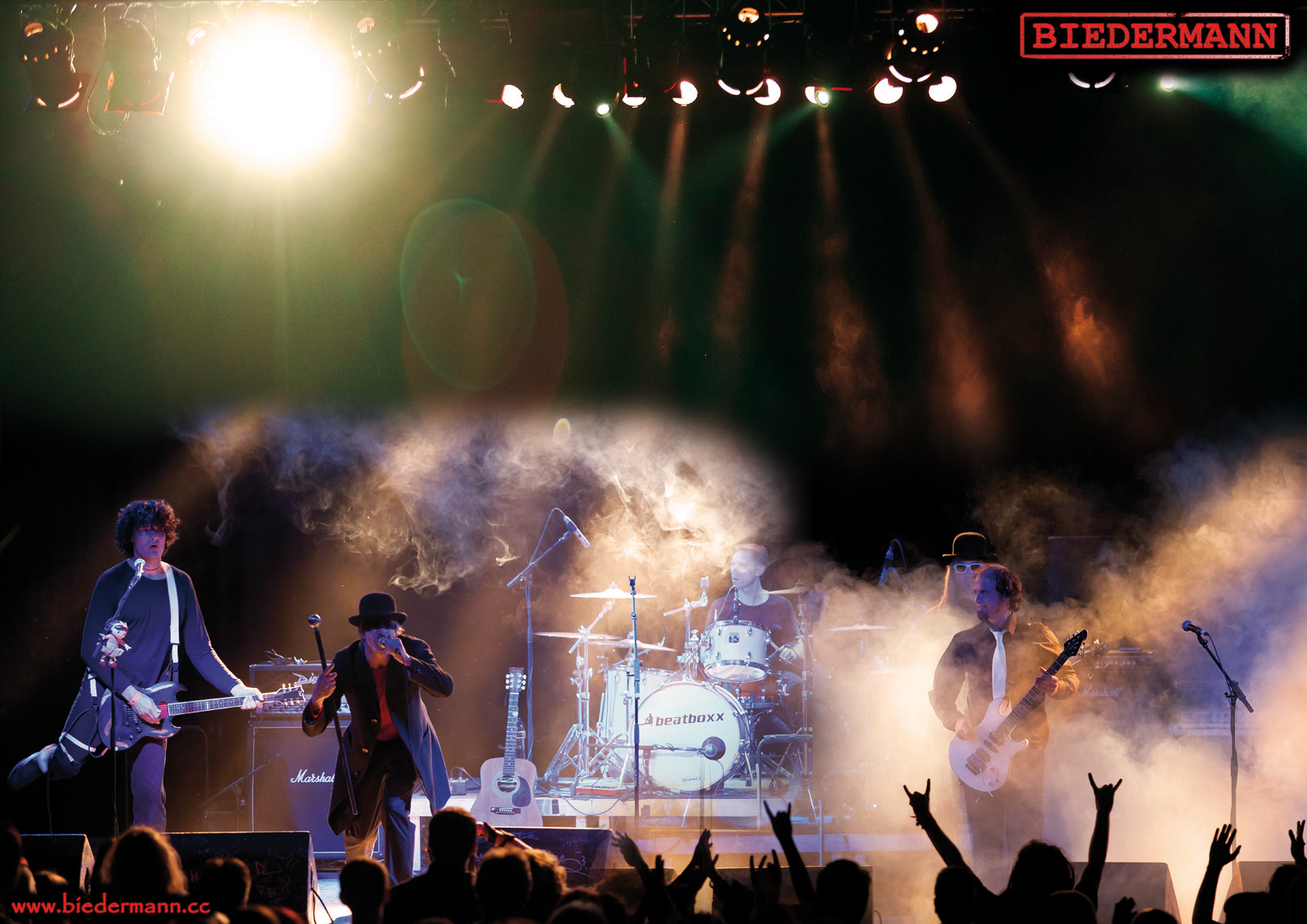
Biedermann live in der Arena (Wien) 2010

### Alben
- 2008–2010: 1. bis 3. Studiosession CD
- 2012: Sehnsuchtswerk

### Single
- 2011: Nomaden der Liebe

### Musikvideos
- 2010: Reise zu zweit
- 2011: Bonjour
- 2011: Nomaden der Liebe

## Wettbewerbe
- Local Heroes 2010: zweiter Platz Steiermark, dritter Platz gesamt Österreich[1]
- Orpheum Newcomer 2010: zweiter Platz